# Xanthia citrago
Xanthia citrago là một loài bướm đêm trong họ Noctuidae.